# Podzamcze (kolonia w powiecie łęczyńskim)
Podzamcze – kolonia w Polsce położona w województwie lubelskim, w powiecie łęczyńskim, w gminie Łęczna.
W latach 1975–1998 miejscowość należała administracyjnie do województwa lubelskiego.
Miejscowość jest sołectwem gminy Łęczna. Według Narodowego Spisu Powszechnego z roku 2011 kolonia liczyła 612 mieszkańców.

Miejscowość położona nad Wieprzem u zbiegu dróg wojewódzkich 813 i 820 tuż przy granicy z Łęczną.

## Historia
Stara Wieś i Podzamcze, wsie jakie w wyniku przemian wydzieliły się z obszaru antycznej wsi Łęczna istniejącej na tych obszarach w roku 1350-1351 a nazywanej wówczas Lanczna, w roku 1429 Lunczna, 1495 Antiqua Lanczna, 1529 Stara Vyesz, 1531-3 Lanczna. Pierwotna wieć Łęczna była w części własnością królewską w części szlachecką.
W roku 1467 Kazimierz IV Jagiellończyk zezwala Janowi Tęczyńskiemu na lokację w jego wsi Łęczna miasta na prawie magdeburskim lub średzkim.